# Richard King (ingénieur du son)
Pour les articles homonymes, voir Richard King et King.
Richard King est un monteur son et un designer sonore américain né à Tampa (Floride).

## Biographie
Richard King grandit à Tampa et fait ses études à l'université du Sud de la Floride, dont il sort diplômé en beaux-arts en 1980.

## Filmographie (sélection)
- 1986 : Allan Quatermain et la Cité de l'or perdu (Allan Quatermain and the Lost City of Gold) de Gary Nelson
- 1986 : La Loi de Murphy (Murphy's Law) de J. Lee Thompson
- 1986 : Delta Force (The Delta Force) de Menahem Golan
- 1987 : Ishtar d'Elaine May
- 1988 : Action Jackson de Craig R. Baxley
- 1989 : Blue Steel de Kathryn Bigelow
- 1991 : Doc Hollywood de Michael Caton-Jones
- 1991 : Les Nuits avec mon ennemi (Sleeping with the Enemy) de Joseph Ruben
- 1993 : Quand l'esprit vient aux femmes (Born Yesterday) de Luis Mandoki
- 1995 : Waterworld de Kevin Reynolds
- 1995 : Rob Roy de Michael Caton-Jones
- 1997 : Le Chacal (The Jackal) de Michael Caton-Jones
- 1997 : Bienvenue à Gattaca (Gattaca) d'Andrew Niccol
- 2000 : Incassable (Unbreakable) de M. Night Shyamalan
- 2000 : Pollock d'Ed Harris
- 2002 : Simone (S1m0ne) d'Andrew Niccol
- 2002 : Signes (Signs) de M. Night Shyamalan
- 2003 : Master and Commander : De l'autre côté du monde (Master and Commander: The Far Side of the World) de Peter Weir
- 2004 : Les Désastreuses Aventures des orphelins Baudelaire (Lemony Snicket's A Series of Unfortunate Events) de Brad Silberling
- 2005 : La Guerre des mondes (War of the Worlds) de Steven Spielberg
- 2007 : There Will Be Blood de Paul Thomas Anderson
- 2007 : L'Assassinat de Jesse James par le lâche Robert Ford (The Assassination of Jesse James by the Coward Robert Ford) d'Andrew Dominik
- 2008 : The Dark Knight : Le Chevalier noir (The Dark Knight) de Christopher Nolan
- 2010 : Les Chemins de la liberté (The Way Back) de Peter Weir
- 2010 : Inception de Christopher Nolan
- 2011 : Le Chat potté (Puss in Boots) de Chris Miller
- 2011 : Thor de Kenneth Branagh
- 2012 : The Dark Knight Rises de Christopher Nolan
- 2014 : Interstellar de Christopher Nolan
- 2016 : Suicide Squad de David Ayer
- 2023 : Oppenheimer de Christopher Nolan
- 2023 : Maestro de Bradley Cooper
- 2024 : Dune: Part Two de Denis Villeneuve
- 2024 : Juré n° 2 de  Clint Eastwood

## Distinctions
- 2016 : Motion Picture Sound Editors Golden Reel Award pour l'ensemble de sa carrière[2]

### Récompenses
- Oscar du meilleur montage de son
  - en 2004 pour Master and Commander : De l'autre côté du monde
  - en 2009 pour The Dark Knight : Le Chevalier noir
  - en 2011 pour Inception
  - en 2025 pour Dune, deuxième partie
- British Academy Film Award du meilleur son
  - en 2004 pour Master and Commander : De l'autre côté du monde
  - en 2011 pour Inception

### Nominations
- Oscar du meilleur montage de son
  - en 2006 pour La Guerre des mondes
  - en 2015 pour Interstellar
  - en 2024 pour Maestro
  - en 2024 pour Oppenheimer

- British Academy Film Award du meilleur son
  - en 2009 pour The Dark Knight : Le Chevalier noir